# Santa Cruz FC (RN)
Der Santa Cruz Futebol Clube, in der Regel nur kurz Santa Cruz oder Santa Cruz de Natal genannt, ist ein 1934 gegründeter Fußballverein aus Natal im brasilianischen Bundesstaat Rio Grande do Norte.
Aktuell spielt der Verein in der vierten brasilianischen Liga, der Série D, sowie in der Staatsmeisterschaft von Rio Grande do Norte.

## Erfolge
- Staatsmeisterschaft von Rio Grande do Norte: 1943
- Staatsmeisterschaft von Rio Grande do Norte - Vizemeister: 1941, 1947, 1950, 1952, 2024

## Stadion
Der Verein trägt seine Heimspiele im Estádio Manoel Dantas Barretto, auch als Barrettão bekannt, in Ceará-Mirim aus. Das Stadion hat ein Fassungsvermögen von 10.000 Personen.

## Trainer
Stand: 22. November 2024
| Trainer              | Nation    | von             | bis           |
| -------------------- | --------- | --------------- | ------------- |
| Lorival Santos       | Brasilien | 22. August 2016 | 30. Juli 2017 |
| Fernando Tonet       | Brasilien | 8. Januar 2019  | 10. Juni 2019 |
| Renatinho Potiguar   | Brasilien | 10. Mai 2021    | 23. Juni 2021 |
| Andre Caldas         | Brasilien | 3. Januar 2023  | 14. März 2023 |
| João Paulo Vitoriano | Brasilien | 5. Januar 2024  | 22. Juli 2024 |